# Berg bei Neumarkt in der Oberpfalz
Berg bei Neumarkt in der Oberpfalz je obec v německé spolkové zemi Bavorsko, v zemském okrese Neumarkt in der Oberpfalz ve vládním obvodu Horní Falc. Žije zde přibližně 8 200 obyvatel.

## Geografie

### Administrativní dělení
Katastrální území města sestává z 35 místních částí a obcí.

### Sousední obce
| Růžice kompasu | Altdorf bei Nürnberg |                                    | Lauterhofen | Růžice kompasu |
| Růžice kompasu | Burgthann            | Sever                              | Pilsach     | Růžice kompasu |
| Růžice kompasu | Burgthann            | Berg bei Neumarkt in der Oberpfalz | Pilsach     | Růžice kompasu |
| Růžice kompasu | Burgthann            | Jih                                | Pilsach     | Růžice kompasu |
| Růžice kompasu | Postbauer-Heng       | Neumarkt in der Oberpfalz          |             | Růžice kompasu |

## Historie
První písemná zpráva o obci je z roku 1128.

## Památky
- Farní kostel sv. Víta
- Radnice v Bergu - původem gotická stavba
- Farní kostel sv. Jakuba v místní části Sindlbach, barokní malby ze života sv. Jakuba Staršího (1758), dílo eichstättského dvorního malíře Johanna Michaela Franze

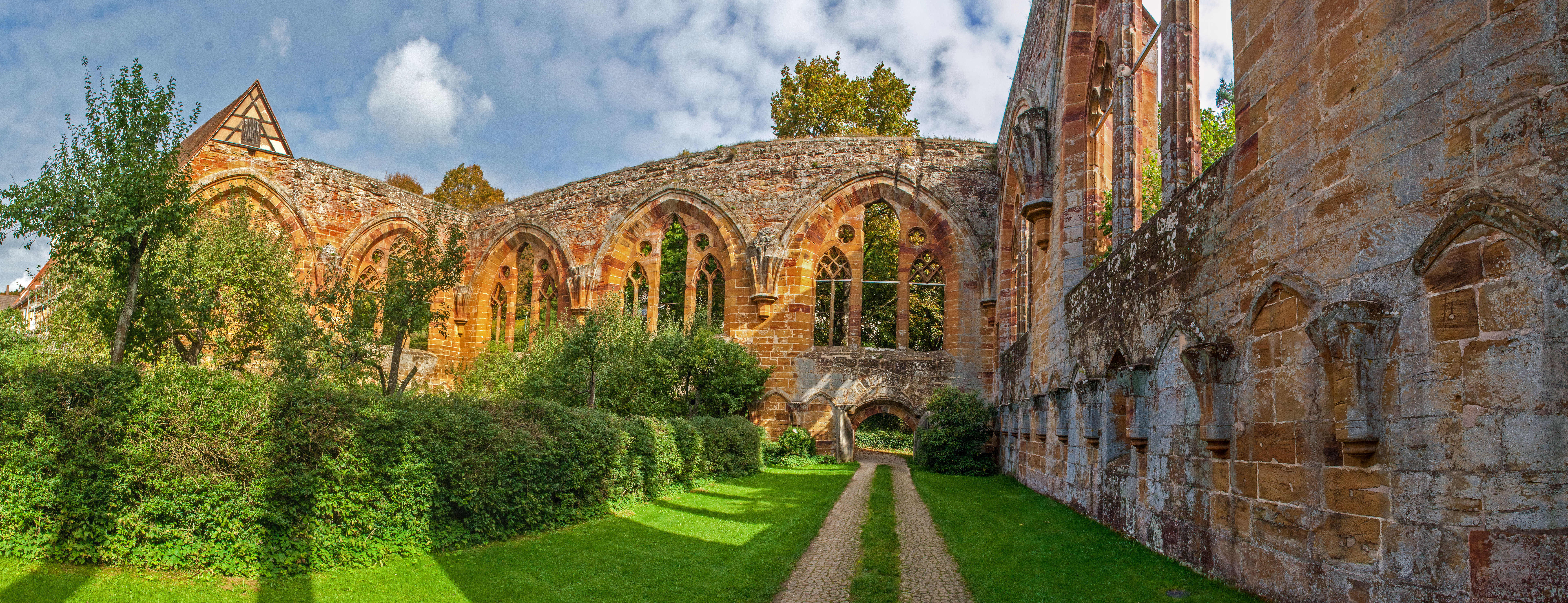
Ruiny kláštera sv. Birgitty

- Ruiny gotického kláštera sv. Brigity - klášter severské řehole brigitinek založen roku 1435, roku 1562 jej zrušil falckrabí Ottheinrich a roku 1635 pobořila švédská armáda
- Kostelík sv. Brigity na Gnadenbergu, barokní interiér se třemi oltáři
- Klášterní mlýn Gnadenberg - hrázděná stavba
- Hrad Berg bei Neumarkt, přestavěný na zámek
- Oberrohrenstadt - panský dům zvaný zámek
- Ruina hradu Haimburg
- Mlýn Irleshof